# Puchar Świata w narciarstwie dowolnym 1980/1981
Puchar Świata w narciarstwie dowolnym 1980/1981 rozpoczął się 16 stycznia 1981 we włoskim Livigno, a zakończył 22 marca 1981 w kanadyjskim Calgary. Była to druga edycja Pucharu Świata w narciarstwie dowolnym. Puchar Świata rozegrany został w 7 krajach i 9 miastach na 2 kontynentach. Najwięcej zawodów odbyło się w kanadyjskim Mount Norquay i szwajcarskim Laax, po 5 dla mężczyzn i kobiet.
Obrońcą Pucharu Świata wśród mężczyzn był Kanadyjczyk Greg Athans, a wśród kobiet Stéphanie Sloan również reprezentująca Kanadę. W tym sezonie triumfowali: Amerykanin Frank Beddor wśród mężczyzn i Kanadyjka Marie-Claude Asselin wśród kobiet.

## Konkurencje
- AE = skoki akrobatyczne
- MO = jazda po muldach
- BA = balet narciarski
- KB = kombinacja

## Mężczyźni

### Kalendarz i wyniki
| Lp  | Data             | Miejsce          | Konkurencja | Zwycięzca       | 2. miejsce      | 3. miejsce        |
| 1.  | 16 stycznia 1981 | Livigno          | MO          | Bill Keenan     | Craig Sabina    | Philippe Deiber   |
| 2.  | 17 stycznia 1981 | Livigno          | BA          | Bob Howard      | Greg Athans     | Frank Beddor      |
| 3.  | 18 stycznia 1981 | Livigno          | AE          | Jean Corriveau  | Jean-Marc Rozon | Frank Beddor      |
| 4.  | 18 stycznia 1981 | Livigno          | KB          | Frank Beddor    | Peter Judge     | Bruce Bolesky     |
| 5.  | 22 stycznia 1981 | Tignes           | MO          | Nano Pourtier   | Greg Athans     | Gilles Fesselet   |
| 6.  | 23 stycznia 1981 | Tignes           | BA          | Bob Howard      | Frank Beddor    | Bruce Bolesky     |
| 7.  | 24 stycznia 1981 | Tignes           | AE          | Jean Corriveau  | Jean-Marc Rozon | Rick Bowie        |
| 8.  | 24 stycznia 1981 | Tignes           | KB          | Rick Bowie      | Bruce Bolesky   | Mike Nemesvary    |
| 9.  | 31 stycznia 1981 | Laax             | BA          | Bob Howard      | Frank Beddor    | Daniel Côté       |
| 10. | 1 lutego 1981    | Laax             | AE          | John Eaves      | Jean Corriveau  | Frank Beddor      |
| 11. | 3 lutego 1981    | Laax             | MO          | Nano Pourtier   | Frank Beddor    | Franco Zanolari   |
| 12. | 3 lutego 1981    | Laax             | KB          | Frank Beddor    | John Eaves      | Greg Athans       |
| 13. | 4 lutego 1981    | Laax             | MO          | Franco Zanolari | Greg Athans     | Nano Pourtier     |
| 14. | 8 lutego 1981    | Seefeld in Tirol | AE          | Jean Corriveau  | Craig Clow      | John Eaves        |
| 15. | 9 lutego 1981    | Seefeld in Tirol | BA          | Bob Howard      | Frank Beddor    | Daniel Côté       |
| 16. | 9 lutego 1981    | Seefeld in Tirol | KB          | Bob Howard      | Greg Athans     | Rick Bowie        |
| 17. | 14 lutego 1981   | Oberjoch         | BA          | Bob Howard      | Frank Beddor    | Greg Athans       |
| 18. | 14 lutego 1981   | Oberjoch         | MO          | Nano Pourtier   | Greg Athans     | Bill Keenan       |
| 19. | 15 lutego 1981   | Oberjoch         | AE          | Jean Corriveau  | Mike Nemesvary  | Dominique LaRoche |
| 20. | 15 lutego 1981   | Oberjoch         | KB          | Frank Beddor    | Greg Athans     | Peter Judge       |
| 21. | 28 lutego 1981   | Mont-Sainte-Anne | BA          | Bob Howard      | Frank Beddor    | Daniel Côté       |
| 22. | 1 marca 1981     | Mont-Sainte-Anne | AE          | Craig Clow      | Frank Beddor    | Yves LaRoche      |
| 23. | 8 marca 1981     | Poconos          | AE          | Frank Beddor    | Craig Clow      | Dominique LaRoche |
| 24. | 14 marca 1981    | Poconos          | BA          | Bob Howard      | Ian Edmondson   | Greg Athans       |
| 25. | 15 marca 1981    | Poconos          | BA          | Bob Howard      | Ian Edmondson   | Jacques Poillion  |
| 26. | 18 marca 1981    | Mount Norquay    | MO          | Nano Pourtier   | Greg Athans     | Stuart O'Brein    |
| 27. | 18 marca 1981    | Mount Norquay    | KB          | Frank Beddor    | Bruce Bolesky   | Peter Judge       |
| 28. | 18 marca 1981    | Mount Norquay    | MO          | Frank Beddor    | Craig Sabina    | Nano Pourtier     |
| 29. | 18 marca 1981    | Mount Norquay    | KB          | Bruce Bolesky   | Peter Judge     | Murray Cluff      |
| 30. | 19 marca 1981    | Mount Norquay    | MO          | Nano Pourtier   | Frank Beddor    | John Eaves        |
| 31. | 21 marca 1981    | Calgary          | BA          | Bob Howard      | Ian Edmondson   | Frank Beddor      |
| 32. | 22 marca 1981    | Calgary          | AE          | John Eaves      | Mike Nemesvary  | Dominique LaRoche |
| 33. | 22 marca 1981    | Calgary          | KB          | John Eaves      | Frank Beddor    | Peter Judge       |

### Klasyfikacje
| Lp. | Zawodnik          | Punkty |
| --- | ----------------- | ------ |
| 1.  | Frank Beddor      | 502    |
| 2.  | Greg Athans       | 359    |
| 3.  | Peter Judge       | 354    |
| 4.  | Bruce Bolesky     | 340    |
| 5.  | Rick Bowie        | 306    |
| 6.  | Mike Nemesvary    | 295    |
| 7.  | Dominique LaRoche | 276    |
| 8.  | John Eaves        | 252    |
| 8.  | Murray Cluff      | 252    |
| 10. | Jacques Poillion  | 200    |

| Lp. | Zawodnik          | Punkty |
| --- | ----------------- | ------ |
| 1.  | Jean Corriveau    | 142    |
| 2.  | Frank Beddor      | 139    |
| 3.  | Dominique LaRoche | 131    |
| 4.  | Craig Clow        | 129    |
| 5.  | Mike Nemesvary    | 122    |
| 5.  | Rick Bowie        | 122    |
| 7.  | Jean-Marc Rozon   | 119    |
| 8.  | Yves LaRoche      | 115    |
| 9.  | John Eaves        | 110    |
| 10. | Peter Judge       | 100    |

| Lp. | Zawodnik        | Punkty |
| --- | --------------- | ------ |
| 1.  | Nano Pourtier   | 147    |
| 2.  | Frank Beddor    | 134    |
| 2.  | Greg Athans     | 134    |
| 4.  | Franco Zanolari | 128    |
| 5.  | Bill Keenan     | 126    |
| 6.  | Craig Sabina    | 120    |
| 7.  | Sigi Innauer    | 107    |
| 8.  | Mauro Mottini   | 101    |
| 9.  | George Baetz    | 99     |
| 10. | Bruce Bolesky   | 83     |

| Lp. | Zawodnik           | Punkty |
| --- | ------------------ | ------ |
| 1.  | Bob Howard         | 150    |
| 2.  | Frank Beddor       | 140    |
| 3.  | Richard Schabl     | 133    |
| 4.  | Ernst Garhammer    | 130    |
| 5.  | Daniel Côté        | 128    |
| 6.  | Bruce Bolesky      | 127    |
| 7.  | Greg Athans        | 119    |
| 8.  | Hermann Reitberger | 117    |
| 9.  | Jacques Poillion   | 116    |
| 10. | Peter Judge        | 105    |

| Lp. | Zawodnik          | Punkty |
| --- | ----------------- | ------ |
| 1.  | Frank Beddor      | 89     |
| 2.  | Peter Judge       | 79     |
| 3.  | Bruce Bolesky     | 74     |
| 4.  | Greg Athans       | 69     |
| 5.  | Rick Bowie        | 67     |
| 6.  | Mike Nemesvary    | 64     |
| 7.  | Murray Cluff      | 63     |
| 8.  | Dominique LaRoche | 55     |
| 9.  | John Eaves        | 37     |
| 10. | Chris Rich        | 34     |

## Kobiety

### Kalendarz i wyniki
| Lp  | Data             | Miejsce          | Konkurencja | Zwyciężczyni         | 2. miejsce           | 3. miejsce           |
| 1.  | 16 stycznia 1981 | Livigno          | MO          | Hilary Engish        | Brak danych          | Renée Lee Smith      |
| 2.  | 17 stycznia 1981 | Livigno          | BA          | Jan Bucher           | Eveline Wirth        | Marie-Claude Asselin |
| 3.  | 18 stycznia 1981 | Livigno          | AE          | Maja Berg            | Marie-Claude Asselin | Eveline Wirth        |
| 4.  | 18 stycznia 1981 | Livigno          | KB          | Eveline Wirth        | Marie-Claude Asselin | Stéphanie Sloan      |
| 5.  | 22 stycznia 1981 | Tignes           | MO          | Marie-Claude Asselin | Stéphanie Sloan      | Renée Lee Smith      |
| 6.  | 23 stycznia 1981 | Tignes           | BA          | Jan Bucher           | Christine Rossi      | Brak Danych          |
| 7.  | 24 stycznia 1981 | Tignes           | AE          | Marie-Claude Asselin | Maja Berg            | Renée Lee Smith      |
| 8.  | 24 stycznia 1981 | Tignes           | KB          | Marie-Claude Asselin | Stéphanie Sloan      | Betsy Conroy         |
| 9.  | 31 stycznia 1981 | Laax             | BA          | Christine Rossi      | Renée Lee Smith      | Marie-Claude Asselin |
| 10. | 1 lutego 1981    | Laax             | AE          | Marie-Claude Asselin | Brak Danych          | Maja Berg            |
| 11. | 3 lutego 1981    | Laax             | MO          | Hilary Engish        | Renée Lee Smith      | Stéphanie Sloan      |
| 12. | 3 lutego 1981    | Laax             | KB          | Marie-Claude Asselin | Renée Lee Smith      | Stéphanie Sloan      |
| 13. | 4 lutego 1981    | Laax             | MO          | Hilary Engish        | Kay Kucera           | Stéphanie Sloan      |
| 14. | 8 lutego 1981    | Seefeld in Tirol | AE          | Maja Berg            | Marie-Claude Asselin | Brak Danych          |
| 15. | 9 lutego 1981    | Seefeld in Tirol | BA          | Jan Bucher           | Brak Danych          | Christine Rossi      |
| 16. | 9 lutego 1981    | Seefeld in Tirol | KB          | Marie-Claude Asselin | Stéphanie Sloan      | Renée Lee Smith      |
| 17. | 14 lutego 1981   | Oberjoch         | BA          | Jan Bucher           | Brak Danych          | Marie-Claude Asselin |
| 18. | 14 lutego 1981   | Oberjoch         | MO          | Renée Lee Smith      | Erika Gallizzi       | Brak Danych          |
| 19. | 15 lutego 1981   | Oberjoch         | AE          | Marie-Claude Asselin | Brak Danych          | Hayley Wolff         |
| 20. | 15 lutego 1981   | Oberjoch         | KB          | Marie-Claude Asselin | Renée Lee Smith      | Eveline Wirth        |
| 21. | 28 lutego 1981   | Mont-Sainte-Anne | BA          | Jan Bucher           | Christine Rossi      | Brak Danych          |
| 22. | 1 marca 1981     | Mont-Sainte-Anne | AE          | Marie-Claude Asselin | Maja Berg            | Renée Lee Smith      |
| 23. | 8 marca 1981     | Poconos          | AE          | Maja Berg            | Marie-Claude Asselin | Hayley Wolff         |
| 24. | 14 marca 1981    | Poconos          | BA          | Jan Bucher           | Liz Heidenreich      | Brak Danych          |
| 25. | 15 marca 1981    | Poconos          | BA          | Jan Bucher           | Christine Rossi      | Brak Danych          |
| 26. | 18 marca 1981    | Mount Norquay    | MO          | Hilary Engish        | Renée Lee Smith      | Marie-Claude Asselin |
| 27. | 18 marca 1981    | Mount Norquay    | KB          | Marie-Claude Asselin | Renée Lee Smith      | Betsy Conroy         |
| 28. | 18 marca 1981    | Mount Norquay    | MO          | Renée Lee Smith      | Hilary Engish        | Stéphanie Sloan      |
| 29. | 18 marca 1981    | Mount Norquay    | KB          | Marie-Claude Asselin | Stéphanie Sloan      | Renée Lee Smith      |
| 30. | 19 marca 1981    | Mount Norquay    | MO          | Hilary Engish        | Stéphanie Sloan      | Renée Lee Smith      |
| 31. | 21 marca 1981    | Calgary          | BA          | Jan Bucher           | Christine Rossi      | Eveline Wirth        |
| 32. | 22 marca 1981    | Calgary          | AE          | Maja Berg            | Marie-Claude Asselin | Renée Lee Smith      |
| 33. | 22 marca 1981    | Calgary          | KB          | Stéphanie Sloan      | Renée Lee Smith      | Eveline Wirth        |

### Klasyfikacje
| Lp. | Zawodniczka          | Punkty |
| --- | -------------------- | ------ |
| 1.  | Marie-Claude Asselin | 138    |
| 2.  | Renée Lee Smith      | 113    |
| 3.  | Stéphanie Sloan      | 104    |
| 4.  | Eveline Wirth        | 79     |
| 5.  | Christine Rossi      | 51     |
| 6.  | Jan Bucher           | 48     |
| 7.  | Hilary Engish        | 47     |
| 8.  | Maja Berg            | 46     |
| 9.  | Hayley Wolff         | 42     |
| 10. | Monika Fügmann       | 37     |

| Lp. | Zawodniczka          | Punkty |
| --- | -------------------- | ------ |
| 1.  | Marie-Claude Asselin | 46     |
| 1.  | Maja Berg            | 46     |
| 3.  | Renée Lee Smith      | 29     |
| 4.  | Susi Schmidl         | 26     |
| 4.  | Hayley Wolff         | 26     |
| 6.  | Eveline Wirth        | 23     |
| 6.  | Stéphanie Sloan      | 23     |
| 8.  | Karen Benker         | 17     |
| 9.  | Betsy Conroy         | 9      |
| 10. | Christine Rossi      | 7      |

| Lp. | Zawodniczka          | Punkty |
| --- | -------------------- | ------ |
| 1.  | Hilary Engish        | 47     |
| 2.  | Renée Lee Smith      | 42     |
| 3.  | Stéphanie Sloan      | 37     |
| 4.  | Marie-Claude Asselin | 31     |
| 5.  | Kay Kucera           | 22     |
| 6.  | Erika Gallizzi       | 19     |
| 7.  | Eveline Wirth        | 15     |
| 8.  | Hedy Garhammer       | 13     |
| 9.  | Hayley Wolff         | 12     |
| 10. | Betsy Conroy         | 9      |

| Lp. | Zawodniczka          | Punkty |
| --- | -------------------- | ------ |
| 1.  | Jan Bucher           | 48     |
| 2.  | Christine Rossi      | 42     |
| 3.  | Monika Fügmann       | 37     |
| 4.  | Marie-Claude Asselin | 31     |
| 5.  | Eveline Wirth        | 28     |
| 6.  | Stéphanie Sloan      | 21     |
| 7.  | Renée Lee Smith      | 20     |
| 8.  | Hedy Garhammer       | 16     |
| 9.  | Conny Kissling       | 15     |
| 10. | Betsy Conroy         | 12     |

| Lp. | Zawodniczka          | Punkty |
| --- | -------------------- | ------ |
| 1.  | Marie-Claude Asselin | 30     |
| 2.  | Stéphanie Sloan      | 23     |
| 3.  | Renée Lee Smith      | 22     |
| 4.  | Eveline Wirth        | 13     |
| 5.  | Betsy Conroy         | 6      |
| 6.  | Hedy Garhammer       | 4      |
| 6.  | Hayley Wolff         | 4      |
| 8.  | Christine Rossi      | 2      |
| 8.  | Susi Schmidl         | 2      |
| 8.  | Mary-Jo Tiampo       | 2      |